# Konstans 2.
Konstans II Herakleios (født 7. november 630, død 15. september 668) var en østromersk kejser fra 641 til sin død.

## Liv og virke

### Baggrund
Konstans var søn af Konstantin III og Gregoria.

### Vejen til magten
Konstans' forgænger, Heraklonas Konstantin blev styrtet, fordi folket anså ham som medvirkende i drabet på kejser Konstantin III, og Konstantin III's elleve år gamle søn (Konstans) blev valgt som medkejser i 641 i hans sted. Senere blev onklen (Heraklonas) afsat, og herefter var Konstans II enehersker.

### Kejser
Under Konstans var Det Byzantinske Rige under stadige angreb fra alle sider, særligt truende var muslimernes hurtigt voksende imperier. Efter Konstans' nederlag i slaget ved Finike var araberne klar til at angribe selve Konstantinopel, men som følge af interne stridigheder blev angrebet opgivet.
Under Konstans trak byzantinerne sig helt ud af Egypten i 642, og kalif Uthman angreb en række øer i Middelhavet og Det Ægæiske Hav. En byzantinsk flåde under admiral Manuel indtog Alexandria igen i 645, men efter en muslimsk sejr det følgende år måtte de atter forlade byen. Situationen blev yderligere kompliceret ved det vestlige præsteskabs voldsomme modstand mod monoteletismen og den dermed forbundne opstand af exarken af Kartago, Gregor patricieren. Sidstnævnte faldt i kamp mod kalif Uthmans hær, og regionen forblev en vasal under kalifatet frem til udbruddet af en borgerkrig, og kejserstyret kunne genoprettes der.
Konstans var en upopulær monark i sin hovedstad, og han valgte i 661 at flytte til Syrakus på Sicilien. Herfra planlagde han at beskytte Italien mod araberne, samtidig som han udførte felttog mod langobarderne, og han satte sig som mål efterhånden at generobre Afrika. Men hans planer viste sig at være nytteløse, forsyningsproblemer forårsagede, at militærapparatet ikke fungerede, som kejseren ønskede det.
Den 15. september 668 blev han myrdet af sin kammerherre, mens han badede.

## Familie
Han var gift med Fausta og havde tre børn med hende, Konstantin IV (senere kejser), Heraklios og Tiberius.